# Canthidium histrio
Canthidium histrio är en skalbaggsart som beskrevs av Vladimir Balthasar 1939. Canthidium histrio ingår i släktet Canthidium och familjen bladhorningar. Inga underarter finns listade.